# Rajd Antibes 2002
Rajd Antibes 2002 (37. Rallye d'Antibes - Azur) – 37 edycja rajdu samochodowego Rajd Antibes rozgrywanego we Francji. Rozgrywany był od 25 do 27 października 2002 roku. Była to czterdziesta czwarta runda Rajdowych Mistrzostw Europy w roku 2002 (rajd miał najwyższy współczynnik - 20). Składał się z 16 odcinków specjalnych.

## Klasyfikacja rajdu
| Miejsce                      | Kierowca                     | Pilot                        | Samochód                     | Czas                         | Strata                       |                              |
| Klasyfikacja generalna i ERC | Klasyfikacja generalna i ERC | Klasyfikacja generalna i ERC | Klasyfikacja generalna i ERC | Klasyfikacja generalna i ERC | Klasyfikacja generalna i ERC | Klasyfikacja generalna i ERC |
| ---------------------------- | ---------------------------- | ---------------------------- | ---------------------------- | ---------------------------- | ---------------------------- | ---------------------------- |
| 1.                           | Renato Travaglia             | Flavio Zanella               | Peugeot 206 WRC              | 3:25:57.0                    | 0.0                          |                              |
| 2.                           | Janusz Kulig                 | Jarosław Baran               | Peugeot 206 WRC              | 3:26:53.2                    | +56.2                        |                              |
| 3.                           | Malik Unia                   | Gilles Stasica               | Toyota Corolla WRC           | 3:33:55.1                    | +7:58.1                      |                              |
| 4.                           | Philippe Mermet              | Gérard Clerton               | Peugeot 206 WRC              | 3:39:31.7                    | +13:34.7                     |                              |
| 5.                           | Alexander Lesnikov           | Andrey Rusov                 | Subaru Impreza WRC S7 '01    | 3:41:35.7                    | +15:38.7                     |                              |
| 6.                           | Dominique De Meyer           | Eric Fouillat                | Renault Mégane Maxi          | 3:42:57.9                    | +17:00.9                     |                              |
| 7.                           | Michel Bonfils               | Daniel Tornior               | Peugeot 306 Maxi             | 3:46:27.6                    | +20:30.6                     |                              |
| 8.                           | Chris Van Woensel            | Rik Snaet                    | Subaru Impreza STi N8        | 3:49:49.4                    | +23:52.4                     |                              |
| 9.                           | Lionel Robaglia              | Richard Canfora              | Renault Clio 16S             | 3:57:56.5                    | +31:59.5                     |                              |
| 10.                          | Patrice Avella               | Patrick Heitz                | Renault Clio RS              | 3:58:31.2                    | +32:34.2                     |                              |